# We Die Young
We Die Young (с англ. — «Мы умрём молодыми») — дебютный мини-альбом американской рок-группы Alice in Chains, вышедший в 1990 году. Промозапись была выпущена в поддержку предстоящего полноформатного альбома группы и распространялась на компакт-дисках, виниловых дисках и аудиокассетах. В состав мини-альбома вошли три композиции, две из которых позже попали на лонгплей Facelift. На песню «We Die Young» был снят видеоклип, который транслировался на MTV. Альбом был выдержан в стилистике хард-рока конца восьмидесятых годов, в песнях ощущалось влияние Black Sabbath. Заглавная композиция «We Die Young» неоднократно называлась одной из лучших песен группы.

## Запись и выпуск
We Die Young стал первой работой американской рок-группы Alice in Chains, основанной в 1987 году гитаристом Джерри Кантреллом и вокалистом Лейном Стэйли. В 1989 году коллектив из Сиэтла подписал контракт со звукозаписывающей компанией Columbia Records и начал работу над полноформатным альбомом. Продюсером стал Дэйв Джерден, известный по работе с Rolling Stones и Jane's Addiction. Песни были записаны с декабря 1989 по апрель 1990 года в студиях London Bridge (Сиэтл) и Capitol Studios (Лос-Анджелес).
Летом 1990 года в поддержку предстоящего альбома Facelift Alice in Chains выпустили EP We Die Young, в который вошло три композиции: «We Die Young», «It Ain’t Like That» и «Killing Yourself». Промозапись распространялась на виниловых пластинках, аудиокассетах и компакт-дисках. Вслед за ней 21 августа 1990 года вышел дебютный лонгплей Facelift, состоящий из двенадцати песен. В финальную версию Facelift не вошла песня «Killing Yourself», опубликованная ранее.

## Содержание
Основным автором музыки стал гитарист Джерри Кантрелл. Песня «We Die Young» была написана в пониженном и более «тяжёлом» строе Drop D, дополнительно опущенном на полтона ниже, а две остальные — в классическом гитарном строе, пониженном на полтона. Гитарист Soundgarden Ким Тайил рассказывал, что в своё время он открыл для Кантрелла пониженный строй, в котором были написаны многие песни его группы, хотя сам лидер Alice in Chains утверждал, что научился этому у Van Halen. Тайил также признавался, что ему нравился заглавный рифф в «It Ain’t Like That» и он мечтал бы сам написать такую песню.
Слова к песне «We Die Young» написал Джерри Кантрелл. Идея пришла к нему по дороге на репетицию, когда из окна автобуса он увидел детей, продающих наркотики на улице. «Образ десятилетнего ребёнка с пейджером и мобильным телефоном, распространяющего наркотики, для меня был равносилен фразе „Мы умрём молодыми“» — объяснял Кантрелл. Песню «It Ain’t Like That» Кантрелл назвал «крутой ошибкой». Он случайно сыграл заглавный рифф и был удивлён, что группе тот понравился. Бас-гитарист Майк Старр и барабанщик Шон Кинни доработали песню, добавив тяжёлые металлические риффы, а Кантрелл написал к ней текст. Песню «Killing Yourself» написали вокалист Лейн Стэйли и Джерри Кантрелл.
Автором обложки стал фотограф Рокки Шенк. 2 мая 1990 года в Бербанке он провёл фотосессию с группой, пытаясь реализовать идею с появлением музыкантов из человеческого глаза. Бассейн был накрыт целлофановой плёнкой, а участники группы заплывали под неё и выныривали с глубоким вдохом. Кроме этого Шенк снял ещё несколько кадров, включая завёрнутого в плёнку Лейна Стэйли, лежащего на руках у других музыкантов. Именно эту фотографию было решено использовать в качестве обложки мини-альбома.
Осенью 1990 года Шенк снял видеоклип на песню «We Die Young». В качестве декораций использовались развалины одного из сгоревших домов в Лос-Анджелесе. После этого в голливудской студии было снято выступление группы, в котором на музыкантов проецировались кадры с горящими и плавающими в бассейне обломками. После выхода видеоклип транслировался на MTV в программах Headbangers Ball и 120 Minutes, но не пользовался большой популярностью.

## Критика
Билл Адамс из Ground Control отметил, что дебютная пластинка Alice in Chains могла казаться разочарованием на фоне дальнейшего творчества группы, однако на момент выхода, должно быть, звучала замечательно. По его мнению, энергичная и агрессивная «We Die Young» была типичным представителем хард-рока конца восьмидесятых; следующая песня — «It Ain’t Like That» — была медленнее, но звучала более «зловеще и методично»; наконец, гитарная партия Кантрелла в «Killing Youself» напомнила ему стиль Гилби Кларка, а голос Стэйли — «вой обезьяны». Адамс посчитал пластинку не лучшим стартом для группы, так как материал не выделялся на фоне того, что звучало на радиостанциях, но резюмировал: «EP доказывает, что Alice in Chains были готовы играть в высшей лиге, просто они ещё не попали в правильную команду».
Нед Рэггетт (AllMusic) назвал песню «We Die Young» «двумя с половиной минутами чистого хэви-металического буйства» и «шедевром аранжировок и производства». Он обратил внимание на сильное влияние Black Sabbath и риффов Тони Айомми, но отметил короткий и «коммерчески привлекательный» размер песни. Рэггетт также выделил партию Лейна Стэйли, «хотя и преувеличенно мрачную, но исполненную совершенно безупречно». В журнале Kerrang! «We Die Young» отнесли к ключевым песням Alice in Chains, назвав её «мелодией поколения X с жутко пророческим названием», а вокал Стэйли — предостережением об опасности наркотиков. Пол Брэнниган из Metal Hammer включил «We Die Young» в десятку лучших композиций Alice in Chains и отнёс её в равной степени к альтернативному року и хэви-металу. По его мнению, эта песня «представила Alice in Chains всему миру».

## Демоверсии, сборники и кавер-версии
В 1999 году в сборнике Nothing Safe: Best of the Box вышла демозапись песни «We Die Young», не публиковавшаяся ранее. Позднее в этом году вышла компиляция Music Bank, на которой присутствовали песни «We Die Young» и «It Ain’t Like That» из дебютного мини-альбома, а также демоверсия «Killing Yourself», записанная в 1988 году и отличающаяся дополнительными гитарными партиями. В 2001 году в сборнике Music Bank: The Videos была опубликована редкая ранняя версия видеоклипа на песню «We Die Young», содержащая кадры концертного выступления группы.
В 2010 году венгерская грув-метал-группа Ektomorf включила кавер-версию песни «We Die Young» в свой мини-альбом The Gipsy Way. В 2015 году американская рок-группа Stone Sour выпустила сборник кавер-версий Meanwhile in Burbank..., в котором песня «We Die Young» соседствовала с классическим метал-композициями Judas Priest, Kiss, Black Sabbath и Metallica.

## Справочные данные

### Список композиций
| №                   | Название             | Автор(ы)                               | Перевод             | Длительность |
| ------------------- | -------------------- | -------------------------------------- | ------------------- | ------------ |
| 1.                  | «We Die Young»       | Джерри Кантрелл                        | «Мы умрём молодыми» | 2:31         |
| 2.                  | «It Ain't Like That» | Джерри Кантрелл, Майк Старр, Шон Кинни | «Это не так»        | 4:38         |
| 3.                  | «Killing Yourself»   | Джерри Кантрелл, Лейн Стэйли           | «Убить себя»        | 2:59         |
| Общая длительность: | Общая длительность:  | Общая длительность:                    | Общая длительность: | 10:08        |

### Участники записи
| Группа - Лейн Стэйли — вокал, - Джерри Кантрелл — гитара, бэк-вокал, - Майк Старр — бас-гитара, - Шон Кинни — барабаны | Технический персонал - Рон Шампань — инжиниринг; - Боб Лакивита — инжиниринг; - Эдди Шрейер — мастеринг; - Рокки Шенк — фотограф; - Дэйв Джерден — инжиниринг, сведение |